# Кубок Кыргызстана по футболу 2022
Кубок Кыргызстана по футболу 2022 года — 31-й розыгрыш ежегодного футбольного клубного турнира. Титул защищал клуб «Нефтчи» (Кочкор-Ата).
Финальный матч прошёл в Бишкеке на стадионе имени Долона Омурзакова. Обладателем Кубка стала «Абдыш-Ата», обыграв в финале «Нефтчи» (Кочкор-Ата).
В турнире участвовали 10 клубов Премьер-лиги и 4 клуба, выступающих в Национальной лиге Кыргызстана. Команды были разделены на две зоны — север и юг. В зоне юг игры начались со стадии 1/4 финала.

## 1/8 финала
Кубок Кыргызстана стартовал с шести матчей 1/8 финала, сыгранных 20 мая 2022 года.
| Команда 1     | Результат | Команда 2  |
| ------------- | --------- | ---------- |
| Алдиер (2)    | 0:2       | Нур-Баткен |
| Талант        | 2:2 пен.  | Алга       |
| Илбирс        | 2:1       | Дордой     |
| Султан (2)    | 0:11      | Каганат    |
| Анадолу (2)   | 0:5       | Кара-Балта |
| Наше Пиво (2) | 1:6       | Абдыш-Ата  |

## 1/4 финала
Три матча состоялись 18-19 июня, а последняя игра — 4 июля.
| Команда 1           | Результат | Команда 2  |
| ------------------- | --------- | ---------- |
| Каганат             | 1:2 д.в.  | Алай       |
| Алга                | 5:3 д.в.  | Кара-Балта |
| Илбирс              | 0:3       | Абдыш-Ата  |
| Нефтчи (Кочкор-Ата) | 3:0       | Нур-Баткен |

## 1/2 финала
Полуфинал состоял из двух игр, проведённых 14 и 26 июля.
| Команда 1           | Результат | Команда 2 | 1-й матч | 2-й матч |
| ------------------- | --------- | --------- | -------- | -------- |
| Алга                | 2:5       | Абдыш-Ата | 0:1      | 2:4      |
| Нефтчи (Кочкор-Ата) | 3:1       | Алай      | 0:0      | 3:1      |

## Финал
Финальная игра состоялась 1 сентября на стадионе стадион имени Долена Омурзакова в Бишкеке. «Абдыш-Ата» играла в бирюзовой форме, а «Нефтчи» — в белой.
| Команда 1 | Результат | Команда 2           |
| --------- | --------- | ------------------- |
| Абдыш-Ата | 1:0       | Нефтчи (Кочкор-Ата) |

Составы:
- «Абдыш-Ата»: Жапаров, Калугин, Узденов (к), Искаков, Алыгулов, Шаршенбеков, Джумашев, Ташиев, Межитов, Батырканов, Изаков.
- «Нефтчи»: Паюш, Салиев (к), Жуматаев, Молдожунусов, Сулаймонов, Усон уулу, Аскаров, Исраилов, Кыдыралиев, Каныбеков, Байматов.
- Голы: Джумашев, 26.
- Предупреждения: Калугин, 60 — Усон уулу, 56, 90.
- Удаление: Усон уулу, 90 (вторая жёлтая карточка).
- Главный арбитр: Дайыр Абдылдаев.
- Ассистенты: Канат Мырсабеков и Арген Чынгыз уулу, резервный судья — Вероника Бернацкая.
- Инспектор: Дмитрий Машенцев, комиссар — Асхат Гандалипов.

## Бомбардиры
| Место | Игрок              | Клуб       | Голы |
| ----- | ------------------ | ---------- | ---- |
| 1     | Атай Джумашев      | Абдиш-Ата  | 7    |
| 2     | Темирлан Тиленчиев | Кара-Балта | 4    |
| 3     | Давид Канди        | Каганат    | 3    |
| 3     | Алишер Усубалиев   | Кара-Балта | 3    |